# Платов Євген Аркадійович
Пла́тов Евге́н Арка́дійович (нар. 7 серпня 1967, Одеса) — український радянський і російський фігурист. Єдиний дворазовий чемпіон (1994 і 1998) в спортивних танцях на льоду. Виступав в парі під керівництвом Наталії Лінічук, з Оксаною Грищук.

## Біографія

### Аматорська кар'єра
Фігурним катанням почав займатися в 1974 році, в Одесі, на ковзанці «Авангард». Перший тренер — Борис Рубльов. Перша партнерка — Олена Криканова. Чемпіонат світу з фігурного катання вигравав тричі із Оксаною Крикановою.
Наступною партнеркою стала Лариса Федорінова, з якою вони вийшли на професійний рівень. Двічі вони ставали четвертими на чемпіонатах СРСР.
В 1989 році Платов знову змінив партнерку. Нею стала Оксана Грищук.

### Професійна кар'єра
Після другої перемоги на Олімпійських іграх дует з Оксаною Грищук розпався. Оксана спробувала підкорити Голлівуд, а Євген став у пару з Майєю Усовою. Цей дует почав виступати в професійних льодових шоу. Тренувались у Тетяни Тарасової. Вигравали чемпіонат світу серед професіоналів.
У 2006 році взяв участь у шоу Танці на льоду, де виступав у парі з актрисою Азарова Анна.

### Тренерська діяльність
Разом з Усовою виступав у професійних шоу, з 2001 по 2004 роки працював асистентом у Тетяни Тарасової. Він допомагав тренувати олімпійську чемпіонку Сідзукі Аракаву, а також працював з Саша Коен, Джоні Вейр.
Після повернення Тарасової в Росію почав самостійну роботу в США. Працював разом з Олександром Жуліним, допомагав ставити олімпійську програму для Тетяни Навки та Романа Костомарова. Співпрацював з Миколою Морозовим.
Працював з ізраїльською збірною по фігурному катанню. Був тренером танцювальних пар Галіт Хайт і Сергій Сахновський, а також з Олександрою та Романом Зарецькими.
У даний момент[який?] найвідомішими учасники є танцювальний дует з Великої Британії — Шінед та Джон Керр.
Працює на ковзанці «Princeton Sports Center» у штаті Нью-Джерсі, США.

### Особисте
У 1992 році одружився з актрисою Марією Анікановою, але в 1995 році вони розлучились.